# Mitra crenata
Mitra crenata är en snäckart som beskrevs av William John Broderip 1836. Mitra crenata ingår i släktet Mitra och familjen Mitridae. Inga underarter finns listade i Catalogue of Life.